# هندبال روی چمن

ابعاد زمین هندبال در چمن

هندبال در چمن (به انگلیسی: Field handball) یک فرم از هندبال است. در این بازی که قوانین آن شبیه به هندبال است طول زمین بین ۹۰ تا ۱۱۰ متر و عرض زمین بین ۵۵ تا ۶۵ متر است.شعاع دایره محوطه جریمه ۱۳ تا ۱۴ متر است. در هر تیم ۱۱ بازیکن و ۲ بازیکن ذخیره وجود دارد و هر نیمه ۳۰ دقیقه‌است. این بازی کم کم رو به فراموشی است آخرین جام جهانی که برای این رشته برگزار شد سال ۱۹۶۶ بود.و همچنین فدراسیون ه
جهانی هندبال هم به دلیل نداشتن حامی مالی منحل شد و با از بین رفتن فدراسیون این ورزش هم از بین رفت.